# Liste der Monuments historiques in Les Églises-d’Argenteuil
Die Liste der Monuments historiques in Les Églises-d’Argenteuil führt die Monuments historiques in der französischen Gemeinde Les Églises-d’Argenteuil auf.

## Liste der Bauwerke
| Bezeichnung      | Beschreibung              | Standort | Kennzeichnung | Schutzstatus | Datum | Bild           |
| ---------------- | ------------------------- | -------- | ------------- | ------------ | ----- | -------------- |
| Kirche St-Vivien | Erbaut im 12. Jahrhundert | (Lage)   | PA00104682    | Inscrit      | 1949  | weitere Bilder |

## Liste der Objekte
Zum Verständnis siehe: Kirchenausstattung
| Bezeichnung | Beschreibung                              | Standort                       | Kennzeichnung | Schutzstatus | Datum | Bild |
| ----------- | ----------------------------------------- | ------------------------------ | ------------- | ------------ | ----- | ---- |
| Monstranz   | Silber, vergoldet, zwischen 1798 und 1809 | in der Kirche St-Vivien (Lage) | PM17001583    | Inscrit      | 1989  |      |
| Retabel     | Stein, 18. Jahrhundert                    | in der Kirche St-Vivien (Lage) | PM17001849    | Inscrit      | 1999  |      |